# Амімія
Амімі́я (від дав.-гр. ἀ- — «без», «ні» і μῖμος/mîmos — «актор», звідки «міміка», «наслідування») — симптом, що проявляється в ослабленні або повній відсутності міміки обличчя; спостерігається при деяких захворюваннях нервової системи. Амімія може спостерігатися при ураженні лицьових нервів, локальних ураженнях головного мозку, а також при деяких психічних порушеннях. Лікують захворювання, яке спричинило амімію.
Відсутність можливості висловлювати свої думки і емоції за допомогою міміки обличчя, очей і жестів, що, як правило, зустрічається при деяких видах психічних і неврологічних розладів, зазвичай з афазією.
Більш конкретно в медичній діагностиці під амімією розуміють окремий випадок акінезії, при якому відбувається ослаблення, порушення або повна відсутність міміки, що часто спостерігається при деяких захворюваннях центральної та периферичної нервової системи, особливо лицьових нервів.
Найчастіше є симптомом таких хвороб та/або розладів, як хвороба Паркінсона, паркінсонізм, кататонічний ступор, шизофренічний дефект, нейролептичний паркінсонізм, ранній дитячий аутизм. При порушеннях емоційної сфери амімія свідчить про органічні ураження головного мозку лобової локалізації (так званий «синдром лобової частки»). При сенсорній амімії сприйняття смаку, кольору, звуку, запахів також залишається без традиційних мімічних реакцій.